# Toni Lydman
Toni Petteri Lydman (* 25. September 1977 in Lahti) ist ein ehemaliger finnischer Eishockeyspieler, der im Verlauf seiner aktiven Karriere zwischen 1995 und 2013 unter anderem 902 Spiele für die Calgary Flames, Buffalo Sabres und Anaheim Ducks in der National Hockey League auf der Position des Verteidigers bestritten hat. Lydman feierte insbesondere mit der finnischen Nationalmannschaft zahlreiche Erfolge bei internationalen Turnieren und wurde im Jahr 2016 in die Finnische Eishockey-Ruhmeshalle aufgenommen.

## Karriere
Lydman stammt aus dem Nachwuchs des finnischen Eishockeyclubs Reipas Lahti, für die er in verschiedenen Juniorenmannschaften spielte. Er wurde beim NHL Entry Draft 1996 von den Verantwortlichen der Calgary Flames in der vierten Runde als insgesamt 89. ausgewählt, spielte aber noch vier weitere Jahre in der finnischen SM-liiga für Tappara Tampere und Helsingfors IFK in Helsinki. In der Spielzeit 2000/01 gab er dann sein NHL-Debüt für die Flames, nachdem er mit der Empfehlung des Gewinns der Pekka-Rautakallio-Trophäe als bester Verteidiger der finnischen Liga nach Kanada gekommen war.
Seine beste Spielzeit im Trikot der Flames hatte der Verteidiger in der Spielzeit 2001/02, als er sechs Tore und 22 Assists erzielte. In der darauffolgenden Saison war er der punktbeste Verteidiger der Flames mit 26 Scorerpunkten und blieb die ganze Saison über verletzungsfrei, so dass er nur ein Spiel aufgrund einer Erkältung verpasste. Die Calgary Flames erreichten das Finale der Stanley-Cup-Playoffs 2004, aber Lydman verpasste einen großen Teil der Playoff-Spiele aufgrund einer Verletzung. Während des Lockouts in der NHL-Saison 2004/05 kehrte der Abwehrspieler Ende Januar 2005 zurück nach Helsinki zum HIFK, konnte aber nur in acht Spielen eingesetzt werden. Nach der Rückkehr nach Calgary wurde er am 25. August 2005 von den Flames an die Buffalo Sabres transferiert, die dafür einen Drittrunden-Pick im NHL Entry Draft 2006 erhielten. Am 1. Juli 2010 unterschrieb er einen auf drei Jahre befristeten Vertrag bei den Anaheim Ducks.
Bei den Kaliforniern bildete er in seiner Debütsaison gemeinsam mit Ľubomír Višňovský ein Verteidigerduo und während Višňovský den offensiven Part übernahm, überzeugte Lydman mit einem Plus/Minus-Wert von +32. Dies bedeutete die zweitbeste Bilanz in der Franchise-Geschichte gemeinsam mit Ryan Getzlaf, der in der Saison 2007/08 denselben Wert erreicht hatte. Den teaminternen Rekord hielt weiterhin Paul Kariya mit +36 aus der Saison 1996/97. Nach Auslauf seines Vertrages im Sommer 2013 beendete der Finne im Alter von 36 Jahren seine aktive Karriere. Im Jahr 2016 wurde Lydman als 238. Person in die Finnische Eishockey-Ruhmeshalle aufgenommen.

### International
Toni Lydman vertrat sein Heimatland im Juniorenbereich bei der U18-Junioren-Europameisterschaft 1995 und den U20-Junioren-Weltmeisterschaften 1996 und 1997. Bei der Europameisterschaft feierte der Verteidiger den Gewinn der Goldmedaille.
Ab 1998 war Lydman Mitglied der finnischen Nationalmannschaft, für die er die Weltmeisterschaften 1998, 1999, 2000, 2002 und 2003 absolvierte. Außerdem spielte er für Finnland beim World Cup of Hockey 2004, den Olympischen Winterspielen 2006 und 2010. Im Rahmen der Weltmeisterschaftsturniere gewann der Abwehrspieler zwei Silber- und eine Bronzemedaille. Des Weiteren konnte er je eine Silber- sowie Bronzemedaille bei den Olympischen Winterspielen gewinnen und beendete auch den World Cup auf dem zweiten Rang.

## Erfolge und Auszeichnungen
- 2000 Pekka-Rautakallio-Trophäe
- 2000 SM-liiga All-Star-Team
- 2016 Aufnahme in die Finnische Eishockey-Ruhmeshalle (238)

### International
| - 1995 Goldmedaille bei der U18-Junioren-Europameisterschaft - 1998 Silbermedaille bei der Weltmeisterschaft - 1999 Silbermedaille bei der Weltmeisterschaft - 2000 Bronzemedaille bei der Weltmeisterschaft | - 2004 2. Platz beim World Cup of Hockey - 2006 Silbermedaille bei den Olympischen Winterspielen - 2010 Bronzemedaille bei den Olympischen Winterspielen |

## Karrierestatistik

### International
Vertrat Finnland bei:
| - U18-Junioren-Europameisterschaft 1995 - U20-Junioren-Weltmeisterschaft 1996 - U20-Junioren-Weltmeisterschaft 1997 - Weltmeisterschaft 1998 - Weltmeisterschaft 1999 - Weltmeisterschaft 2000 | - Weltmeisterschaft 2002 - Weltmeisterschaft 2003 - World Cup of Hockey 2004 - Olympischen Winterspielen 2006 - Olympischen Winterspielen 2010 |

(Legende zur Spielerstatistik: Sp oder GP = absolvierte Spiele; T oder G = erzielte Tore; V oder A = erzielte Assists; Pkt oder Pts = erzielte Scorerpunkte; SM oder PIM = erhaltene Strafminuten; +/− = Plus/Minus-Bilanz; PP = erzielte Überzahltore; SH = erzielte Unterzahltore; GW = erzielte Siegtore; 1 Play-downs/Relegation; Kursiv: Statistik nicht vollständig)